# Амайон, Роберта
Роберта Николь Амайон (фр. Roberte N. Hamayon, Nicole-Roberte Hamayon; 29 апреля 1939, VII округ Парижа — 18 марта 2025, XV округ Парижа) — французский филолог, антрополог, монголовед. С 1974 года — почётный директор Практической школы высших исследований (EPHE) по секции религиозных наук (Религии Северной Азии).
Область её исследований — шаманизм, традиционные религиозные субстраты автохтонных народов Сибири и Монголии.
Известна как организатор, преподаватель, подготовивший ряд учёных, а также использованием передового научного инструментария по отношению к изучению Востока.

## Биография
Получив образование в области лингвистики и этнологии в Сорбонне в 1958 году и изучив русский язык в Национальной школе восточных языков и культур в 1964 году, Роберта Гамайон получила первую докторскую степень в Университете Париж VII в 1973 году за «Элементы монгольской грамматики» (Dunod, 1976, в соавторстве с M. L. Beffa) и вторую докторскую степень в Университете Париж X в 1988 за исследование монгольского шаманизма, опубликованное в 1990 под названием «Esquisse d’une théorie du chamanisme sibérien».
В 1970 году она основала в Парижском университете X Центр Изучения Монголии и Сибири и его журнал, Études mongoles et sibériennes.
Регулярно участвовала в экспедиционной работе в Монголии, Сибири и Северном Китае.
Умерла 18 марта 2025 года.

## Награды и признание
В число наград входит Серебряная медаль Национального центра научных исследований (2006).